# Máy ép thủy lực

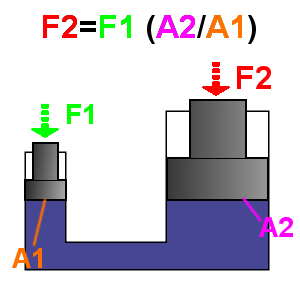
Sơ đồ máy ép thủy lực

Máy ép thủy lực là một loại máy ép sử dụng xi lanh thủy lực để tạo ra lực nén. Hoạt động của nó tương đương với một đòn bẩy cơ học. Máy ép thủy lực còn có tên gọi khác là máy ép Bramah theo tên nhà phát minh ra nó, Joseph Bramah. Trong quá trình lắp đặt bồn cầu xả nước, Bramah đã nghiên cứu các tài liệu về sự chuyển động của chất lỏng rồi đưa những kiến thức nghiên cứu được vào quá trình phát triển loại máy ép này. Năm 1795, ông được cấp bằng sáng chế máy ép thủy lực.